# Protoplastenfusion

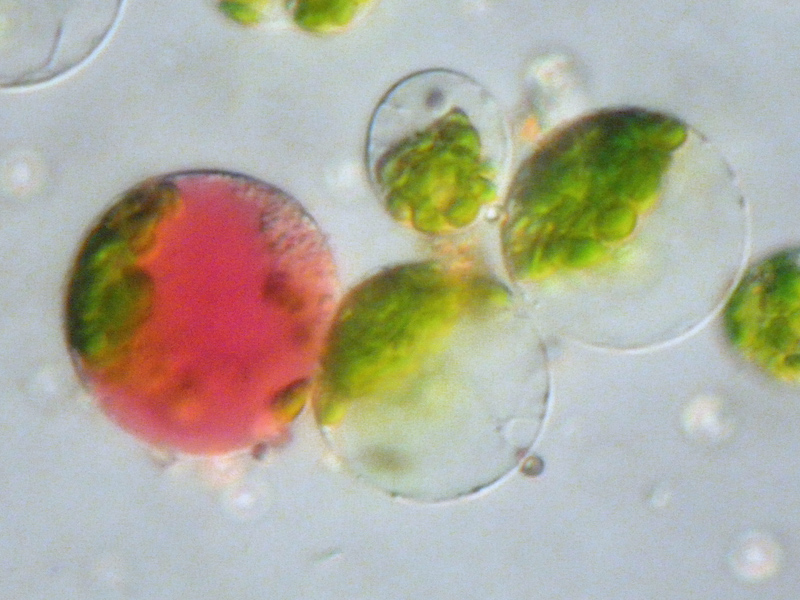
Fusionierter Protoplast (links) mit Chloroplasten aus einer Blattzelle und gefärbter Vakuole aus einer Blütenzelle.

Als Protoplastenfusion bezeichnet man die Verschmelzung zweier Zellen, deren Zellwände zuvor durch Enzyme aufgelöst wurden (Protoplasten).
Diese In-vitro-Verschmelzung wird induziert durch elektrischen Strom oder durch Polyethylenglycol. Nach der Verschmelzung der Zellen, der sogenannten Zellfusion, kommt es zumeist auch zu einer Verschmelzung der Zellkerne, der sogenannten Karyogamie. So kann man Hybride (sogenannte somatische Hybride) selbst aus solchen Ausgangslinien erzeugen, die nicht miteinander kreuzbar sind. Durch die Karyogamie kommt es zu einer
Polyploidisierung in den entstehenden Hybriden.
Das bekannteste Beispiel für solche somatischen Hybride ist die von Georg Melchers 1978 erstellte "Tomoffel", ein somatischer Hybrid aus Tomate und Kartoffel.
Die Technik der Protoplastenfusion eignet sich aber auch zur genetischen Analyse von nicht fertilen Entwicklungsmutanten, wie z. B. bei dem Laubmoos Physcomitrella patens. In der Züchtung wurde über Protoplastenfusion z. B. die Kartoffel resistenter gegen einige Viren und Pilze.